# Tempestade tropical Halong (2008)
A tempestade tropical severa Halong (designação internacional: 0804; designação do JTWC: 05W; designação filipina: Cosme) foi um ciclone tropical que atingiu a ilha de Luzon, norte das Filipinas em meados de maio de 2008. Halong foi o quinto ciclone tropical e o terceiro tufão da temporada de tufões no Pacífico de 2008, segundo o Joint Typhoon Warning Center (JTWC). Segundo a Agência Meteorológica do Japão, Halong foi o quarto sistema tropical nomeado e a terceira tempestade tropical severa da temporada. Halong formou-se de uma perturbação tropical em 14 de Maio e seguiu para nordeste, atingindo Luzon, Filipinas, 4 dias depois. Após passar sobre as Filipinas, Halong persistiu até se tornar extratropical a leste das Ilhas Ryukyu, Japão.
Durante a sua passagem sobre as Filipinas, Halong causou 44 fatalidades e $3,743 bilhões de pesos filipinos ($87 milhões de dólares - valores em 2008) em prejuízos.

## História meteorológica

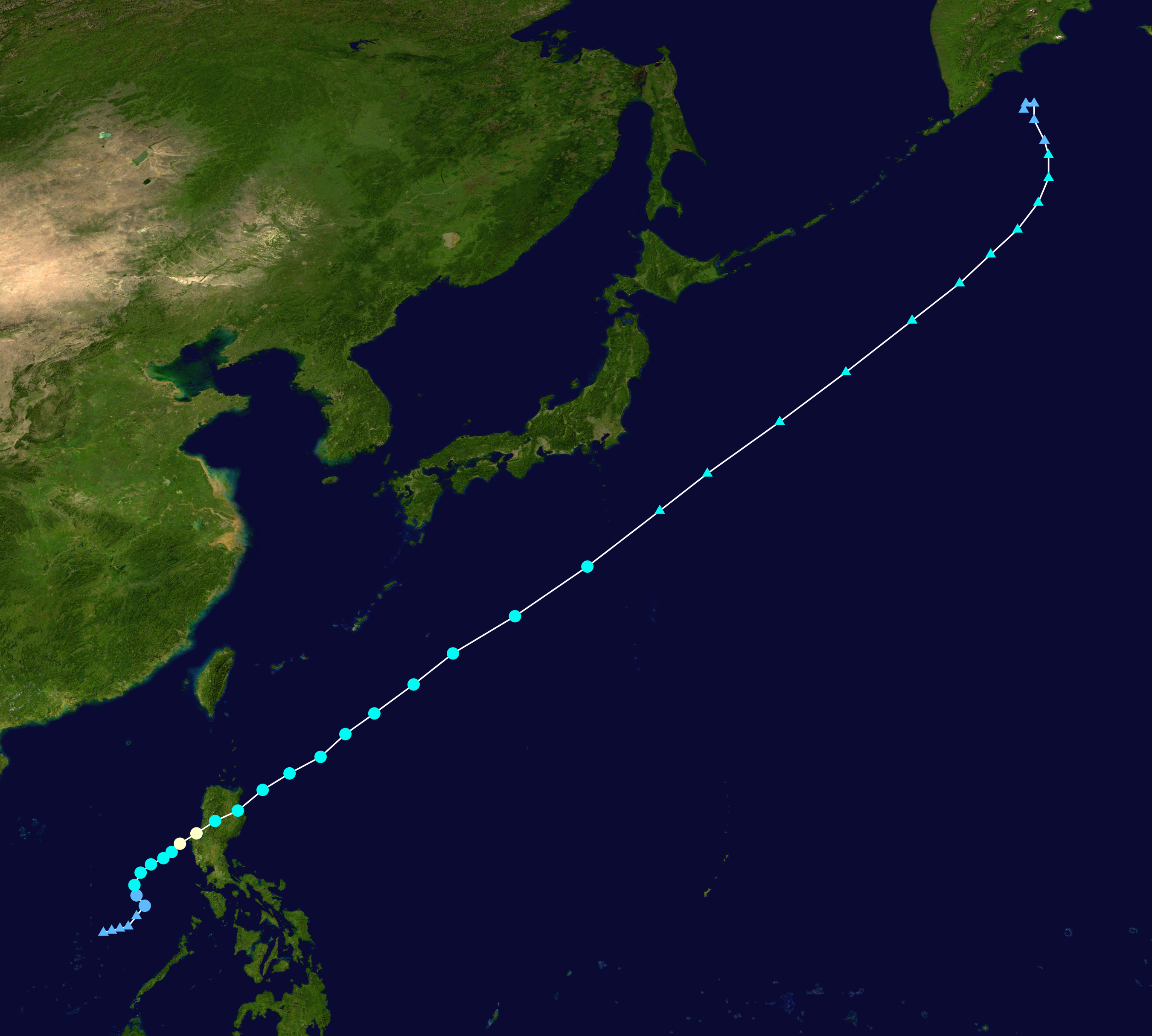
O caminho de Halong

Uma área de convecção formou-se sobre o Mar da China Meridional em 11 de Maio. O Joint Typhoon Warning Center (JTWC) notou a perturbação tropical no começo da madrugada (UTC) de 14 de Maio, observando que o sistema ainda não tinha uma circulação ciclônica de baixos níveis bem definida e que esta circulação ainda era muito alongada. No entanto, o JTWC também notou que a perturbação estava numa área com boas condições para o ciclogênese tropical, com boa divergência acima e baixo cisalhamento do vento. A Agência Meteorológica do Japão (AMJ) também começou a monitorar o sistema como uma fraca depressão tropical em seus boletins ultramarinos. Mais tarde, a AMJ classificou o sistema como uma depressão tropical plena. Logo em seguida, o JTWC emitiu o alerta de formação de ciclone tropical (AFCT) assim que a circulação ciclônica de baixos níveis ficou mais evidente, com área de depressão profunda localizadas a noroeste e a sudoeste da circulação ciclônica. Durante a manhã de 15 de Maio, o JTWC emitiu seu primeiro aviso sobre a recém-formada depressão tropical 05W. Naquele momento, o centro da depressão localizava-se a cerca de 405 km a oeste-sudoeste de Manila, Filipinas.
Movendo-se para leste-nordeste sob a influência de uma alta subtropical localizada ao seu leste, a depressão intensificou-se lentamente devido às condições meteorológicas conflitantes, tais como águas quentes e cisalhamento do vento, que tinha aumentado. Durante a manhã (UTC) de 16 de Maio, a AMJ classificou a depressão como uma tempestade tropical e lhe atribuiu o nome Halong, nome que foi submetido pelo Vietnã e é o nome de uma bonita baía local, patrimônio mundial da UNESCO, a Baía de Ha Long. Logo em seguida, o JTWC também classificou o sistema numa tempestade tropical na manhã de 16 de Maio. Nas horas seguintes, Halong continuou a se fortalecer, devido às águas quentes e aos excelentes fluxos externos radiais de altos níveis, embora o cisalhamento de vento moderado inibisse uma rápida intensificação. Durante a madrugada (UTC) de 17 de Maio uma estrutura semelhante a um olho começou a aparecer em imagens de satélite. Ao mesmo tempo, a AMJ classificou Halong como uma tempestade tropical severa. Halong continuou a se fortalecer continuamente e o JTWC classificou o sistema como um tufão às 09:00 (UTC) daquele dia. Por volta das 15:00 (UTC) de 17 de Maio, Halong atingiu o seu pico de intensidade, com ventos máximos sustentados de 140 km/h, segundo o JTWC, antes de começar a interagir com terra, na ilha filipina de Luzon. Halong fez um breve landfall no Cabo Bolinao, antes de seguir para o Golfo de Lingayen. Antes do landfall, um olho esteve presente no centro das áreas de convecção.
Logo em seguida, Halong fez seu último landfall na ilha de Luzon, Filipinas, na província de La Union. Mais tarde, o JTWC e a AMJ desclassificaram Halong para uma tempestade tropical Durante a sua passagem pelos terrenos montanhosos do norte de Luzon, Halong continuou a se enfraquecer, perdendo praticamente todas as sua áreas de convecção profunda. Em 18 de Maio, o centro de Halong deixou a ilha de Luzon para seguir sobre o Mar das Filipinas. Novas áreas de convecção se formaram na circulação ciclônica da tempestade assim que Halong seguia sobre águas quentes e apresentava bons fluxos externos, o que manteve o sistema com intensidade moderada mesmo após cruzar a ilha de Luzon. No entanto, Halong começou a experimentar cisalhamento do vento oriental devido à aproximação de um cavado profundo de médias latitudes. O mesmo cavado causou a Halong a acelerar para nordeste. Mais tarde, a AMJ classificou Halong novamente para uma tempestade tropical severa. No começo da madrugada de 19 de Maio, uma estrutura semelhante a um olho começou novamente a se desenvolver no centro das áreas de convecção profunda. Halong intensificou ligeiramente mesmo sob o aumento do cisalhamento do vento, devido à boa divergência acima e às águas quentes. Mais tarde, a continua interação da circulação ciclônica da tempestade com o cavado profundo de médias latitudes provocou o começo da transição extratropical de Halong. Como resultado, o cisalhamento do vento aumentou grandemente, confinando as principais áreas de convecção ao longo do quadrante ocidental da circulação. Com isso, a AMJ desclassificou novamente Halong para uma tempestade tropical. Com a transformação contínua de Halong num ciclone extratropical, o JTWC emitiu seu último aviso sobre o sistema na madrugada (UTC) de 20 de Maio. Doze horas depois, a AMJ fez o mesmo.
A Agência Meteorológica do Japão (AMJ) continuou a monitorar o ciclone extratropical remanescente de Halong em seus boletins ultramarinos até 24 de Maio, quando o sistema dissipou-se totalmente a leste da Península de Kamchatka, Sibéria.

## Preparativos e impactos
A Administração de Serviços Atmosféricos, Geofísicos e Astronômicos das Filipinas içou um sinal de tempestade nº1 para 15 áreas em Luzon em 16 de Maio. Mais tarde, as províncias de Zambales, Tarlac, Pangasinan e La Union. A PAGASA também avisou aos residentes sobre a possibilidade de enchentes e deslizamentos de terra. A agência filipina também avisou aos residentes das áreas costeiras ao longo da costa leste de Luzon e Visayas sobre a possibilidade de fortes ondas. A Região Metropolitana de Manila também foi posto sob o sinal de tempestade nº1. No dia seguinte, em outras seis províncias foram içados o sinal de tempestade nº1. As províncias de Benguet e Ilocos Sur também foram postos sob sinal de tempestade nº2. Halong fez seus primeiros impactos quando oito pessoas morreram quando uma balsa virou devido às fortes ondas. Com a aproximação da tempestade, as províncias de Zambales, Pangasinan, La Union, Ilocos Sur e Ilocos Norte foram postos sob sinal de tempestade nº3. Assim que as bandas externas de tempestade começaram a atingir Luzon, a cidade de Olongapo ficou sem eletricidade.
Segundo a PAGASA, Halong fez landfall na região oeste da província de Pangasinan. O escritório da Defesa Civil das Filipinas na Região Administrativa Cordillera, no noroeste de Luzon, interrompeu o tráfico numa das mais importantes rodovias da região devido às chuvas torrenciais. Outra histórica rodovia ligando Baguio à cidade de Rosario também foi fechada devido aos deslizamentos de terra. A Guarda Costeira Filipina proibiu o tráfego de pequenas embarcações entre as cidades de Batangas e Puerto Galera, assim como na Baía de Manila. Acidentes de trânsito causaram interrupções do tráfego no North Luzon Expressway, enquanto que na cidade de Subic, na província de Zambales, vários pequenos barcos de pesca foram destruídos pelas fortes ondas. A PAGASA também emitiu um sinal de tempestade nº3 para a província de Zambales.
Mais tarde em 17 de Maio, outras 9 províncias foram postas em sinal de tempestade nº3. Segundo o Conselho Nacional de Coordenação de Desastres (CNCD) milhares de pessoas foram retiradas para abrigos de emergência somente em Zambales. Boa parte da província de Pangasinan ficou sem o fornecimento de eletricidade durante a passagem da tempestade. Segundo o CNDC, 780 pessoas foram afetadas em Zambales devido à maré ciclônica nas cidades de Botolan e em Iba. Em Botolan, 10 casas foram danificadas, enquanto que em Iba, 12 barcos de pesca foram destruídos. Em Santa Cruz, Zambales, cerca de 1.000 famílias foram severamente afetadas por Halong, já que 75 % das casas da cidade foram totalmente destruídas. As chuvas também afetaram a região de Visayas ocidental, particularmente nas cidades de Dumangas, Pavia e Lambunao. 1.167 famílias foram afetadas em 14 Barangays na região devido às enchentes e deslizamentos de terra. Segundo relatos oficiais, cinco importantes rodovias em Luzon foram fechadas. Oito barragens tiveram que abrir suas comportas, devido à intensa precipitação. A cidade de Dagupan decretou estado de calamidade horas depois a passagem da tempestade.
Em 19 de Maio, toda a província de Zambales estava sob o decreto de estado de calamidade. Mais tarde, a província de Pangasinan fez o mesmo. Inicialmente, os danos na agricultura foram estimados em $168 milhões de pesos filipinos.
No total, 1.107.875 pessoas foram de alguma forma afetadas pela tempestade. Os prejuízos totalizaram-se em $3,743 bilhões de pesos filipinos ($87 milhões de dólares - valores em 2008). 57 fatalidades foram confirmadas. No barangay de Tubotubo, uma pessoa morreu devido à maré de tempestade. Na cidade de Urdaneta, na província de Pangasinan, um homem de 42 anos morreu quando uma árvore caiu sobre ele, enquanto que em Bugallon, também em Pangasinan, uma mulher morreu quando o telhado desabou sobre ela e um homem faleceu quando foi atingido por detritos metálicos. Duas crianças morreram afogadas num rio transbordado em Dagupan.